# Craig Goddard
Craig Goddard (* 5. Oktober 1984) ist ein schottischer Badmintonspieler. 

## Karriere
Craig Goddard wurde 2005 und 2006 schottischer Meister im Herreneinzel. 2006 nahm er auch an der Badminton-Weltmeisterschaft teil, schied dort jedoch in Runde eins aus.

## Sportliche Erfolge
| Saison | Veranstaltung                       | Disziplin    | Platz | Name          |
| ------ | ----------------------------------- | ------------ | ----- | ------------- |
| 2003   | Schottland: Juniorenmeisterschaften | Herreneinzel | 1     | Craig Goddard |
| 2005   | Schottland: Einzelmeisterschaften   | Herreneinzel | 1     | Craig Goddard |
| 2006   | Schottland: Einzelmeisterschaften   | Herreneinzel | 1     | Craig Goddard |